# Penthimia hemifuscata
Penthimia hemifuscata är en insektsart som beskrevs av Baltasar Merino 1936. Penthimia hemifuscata ingår i släktet Penthimia och familjen dvärgstritar. Inga underarter finns listade i Catalogue of Life.